# 19390 Deledda
19390 Deledda este o planetă minoră (asteroid) din centura de asteroizi. A fost descoperită pe 24 februarie 1998 la Circolo Culturale Astronomico di Farra d'Isonzo⁠(d) de Circolo Culturale Astronomico di Farra d'Isonzo⁠(d) și a fost numită după Grazia Deledda. 
Obiectul prezintă o orbită caracterizată de o semiaxă mare de 2,380407 UAi, o excentricitate de 0,17, o înclinație de 3,78276 ° în raport cu ecliptica.